# Aeroporto Regional de Maués
O Aeroporto de Maués (IATA: MBZ, ICAO: SWMW) é um aeroporto localizado na cidade de Maués, Amazonas. 

Coordenadas   	Latitude: -3º 21' 24" S / Longitude: -57º 42' 42" W
Pista: 1200 m, sinalizada e pavimentada

## Reforma
É um dos 25 aeroportos do Amazonas incluídos no PDAR - Plano de Desenvolvimento da Aviação Regional, criado em 2012, do Governo Federal, que visa construir e/ou reformar num total de 270 aeroportos em todo o país.